# Peter Friedman
Peter Friedman (Nueva York; 24 de abril de 1949) es un actor de cine, de teatro y de televisión estadounidense.

## Biografía
Nacido en Nueva York, Friedman se graduó de la Universidad Hofstra antes de hacer su debut en Broadway en 1972. Sus créditos en teatro incluyen La visita de la anciana dama, Piaf and a Soldier's Play, The Heidi Chronicles, Ragtime y Twelve Angry Men. 
En televisión, apareció en Brooklyn Bridge, y tuvo varias apariciones en Miami Vice, La Ley y el Orden, NYPD Blue, Sin rastro, Ghost Whisperer y Damages, y tuvo un papel en Perfect Murder, Perfect Town: JonBenét y The City of Boulde . 
Sus créditos en cine incluyen El príncipe de la ciudad, Daniel, The Seventh Sign, Single White Female, I'm Not Rappaport, Yo disparé a Andy Warhol, Safe, Freedomland, La familia Savage y I'm Not There.
Friedman se casó con la actriz Joan Allen en 1990. La pareja se divorció en 2002. Tienen una hija, Sadie, nacida en marzo de 1994.